# Abbaye de Neuburg
L'abbaye Saint-Barthélemy (Abtei vom St. Bartholomäus) est un monastère de moines bénédictine situé à Neubourg, près de Heidelberg en Allemagne qui appartient à la congrégation de Beuron. Fondée en 1130 et passant en d'autres mains lors de la Réforme protestante (1562) l'abbaye redevient bénédictine en 1926. 

## Histoire

### Premières fondations
Neuburg est fondée par la célèbre abbaye de Lorsch en 1130, mais elle est transformée en abbaye féminine par Conrad de Hohenstaufen en 1195, et rencontre des difficultés, puisqu'elle passe sous l'autorité de l'évêque de Mayence en 1232, puis sous celle de l'évêque de Worms. Celui-ci est partisan de la réforme cistercienne et les religieuses s'affilient à l'ordre de Cîteaux. L'abbaye connaît alors tout au long du XIVe siècle une période d'épanouissement spirituel et prospérité matérielle.
Toutefois le comte palatin du Rhin, Frédéric de Wittelsbach, fait passer l'abbaye à l'ancienne observance bénédictine en 1462. Un siècle plus tard, en 1562, l'abbaye est supprimée, emportée par la Réforme protestante.

### Propriété privée

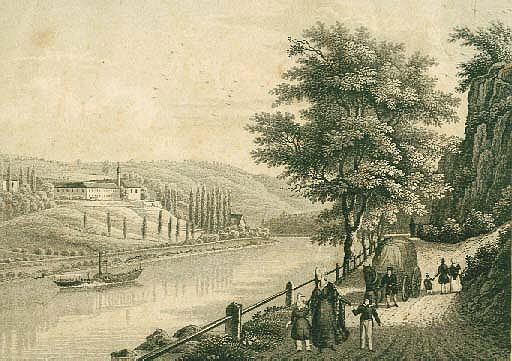
Gravure du XIXe siècle de Johann Jakob Tanner

L'abbaye devient alors propriété des électeurs palatins, avec ses domaines agricoles. Elle est même un établissement collégial pour jeunes filles de la noblesse au milieu du XVIIe siècle.
Le prince-électeur Jean-Guillaume de Neubourg-Wittelsbach la confie finalement aux jésuites en 1706 qui font construire les bâtiments actuels, mais ils sont expulsés en 1773 - l'ordre religieux étant supprimé universellement - et les électeurs la louent à l'université de Heidelberg à partir de 1799. Elle est finalement vendue en 1804.
L'ancienne abbaye devient la propriété d'un neveu par alliance de Goethe en 1825, le juriste Schlosser, et ensuite à la famille de sa femme, la famille von Bernus. Celle-ci entretient, dans ce qui est devenu sa résidence d'été, le culte du grand poète allemand et sa bibliothèque rassemble des manuscrits et souvenirs de Goethe. Marianne von Willemer y passe de fréquents séjours, ainsi que plus tard Carl Maria von Weber, Joseph Görres, et le baron de Stein, Brahms, les poètes Joseph von Eichendorff et Clemens Brentano, le théosophe Rudolf Steiner, les écrivains Hermann Hesse et Stefan George, Rainer Maria Rilke et Klaus Mann.

### Seconde fondation
Alexander von Bernus, poète et mystique, vend l'abbaye aux bénédictins de la congrégation de Beuron et l'affaire est menée en 1926 par le Père Raphael Walzer, archabbé de l'abbaye de Beuron qui avait refondé à partir de la fin du XIXe siècle l'ordre de Saint-Benoît en Allemagne. Elle redevient abbaye en 1928.
Son premier abbé est dom Adalbert von Neipperg (1890-1948) qui démissionne en 1934. Il mourra assassiné dans un camp de Yougoslavie en 1948. L'abbaye échappe à la dissolution par les autorités du régime hitlérien, car elle sert de refuge à des pensionnaires d'une maison de retraite bombardée au début de la guerre. 
L'abbaye connaît une période florissante sous l'abbé Ohlmeyer à partir de 1948. Il restaure l'abbaye, agrandit l'église en 1960. À sa mort en 1976, la communauté élit dom Berve auquel succède en 1986 le présent abbé, dom Heereman, moine trappiste de Mariawald.
La communauté comprend quinze moines aujourd'hui[Quand ?].